# فوگ ۵۳۲۳
سیارک ۵۳۲۳ (به انگلیسی: 5323 Fogh، نامگذاری:1986TL4) پنج هزار و سیصد و بیست و سومین سیارک کشف شده‌است که در ۱۳ اکتبر ۱۹۸۶ کشف شد.
قدر مطلق سیارک برابر ۱۴٫۰ است.